# Harold Cardinal
Harold Cardinal (ur. 27 stycznia 1945, zm. 3 czerwca 2005) – kanadyjski Indianin Kri (Cree), absolwent Uniwersytetu Harvarda, prawnik, wykładowca i publicysta, przywódca tubylczy, negocjator i polityk, wieloletni przewodniczący Indian Association of Alberta (Indiańskiego Stowarzyszenia Alberty) i lider Assembly of First Nations (Zgromadzenia Pierwszych Narodów) – największej indiańskiej organizacji w Kanadzie.

## Życiorys
Pochodził z północnoamerykańskiego plemienia Kri (Cree) z rezerwatu Sucker Creek Cree Reserve w kanadyjskiej prowincji Alberta. Już jako młody chłopak zaangażował się w działalność w obronie Indian (zwanych w Kanadzie Pierwszymi Narodami), Inuitów i Metysów, występując w przemówieniach i publikacjach przeciwko rządowym propozycjom zmierzającym do asymilacji tubylczej ludności Kanady. W wieku 23 lat ten śmiały, inteligentny i dowcipny działacz został najmłodszym pochodzącym z wyboru szefem Indian Association of Alberta (Indiańskiego Stowarzyszenia Alberty). Przewodniczącym IAA był aż przez dziewięć kadencji.
Rozgłos zyskał w 1969, gdy oskarżył ówczesnego premiera Pierre Trudeau i ministra do spraw Indian Jeana Chretiena (później także premiera) o próbę "eksterminacji" Pierwszych Narodów przez proponowane w tzw. White Paper (Białej Karcie) zmiany w kanadyjskiej Ustawie o Indianach (m.in. odebranie tubylczym ludom Kanady odrębnego statusu prawnego i przekazanie nadzoru nad nimi władzom prowincji). Uważał, że forsowane przez rząd federalny ograniczenie praw tubylców doprowadzi do ich kulturowego ludobójstwa. "Historia Indian Kanady jest wstydliwą kroniką braku troski i deptania przez białego człowieka praw tubylców" – napisał w wydanej w tym samym roku głośnej wówczas książce Unjust Society (Niesprawiedliwe społeczeństwo). "Pokolenia Indian wzrastały za skórzaną kurtyną braku zainteresowania, ignorancji i – zbyt często – zwykłych uprzedzeń" – brzmiała jego śmiała diagnoza. Dzięki Unjust Society wielu białych Kanadyjczyków po raz pierwszy usłyszało mocny tubylczy głos w sprawie istotnych lecz nie dyskutowanych wówczas publicznie problemów społecznych i etnicznych kraju. Jego atak na dwulicowość polityki rządu federalnego w Ottawie był tym bardziej bezprecedensowy, że nastąpił zaledwie w dziesięć lat po przyznaniu kanadyjskim Indianom prawa głosu.
Jego słowa stały się hasłem dla całego pokolenia tubylczych działaczy, a jego inteligencja i dalekowzroczność nadały mu kierunek i przewodnictwo. "Został naszym rzecznikiem. Sprawił, że zyskaliśmy dumę" – wspominał później Phil Fontaine, Krajowy Wódz Zgromadzenia Pierwszych Narodów (AFN) – największej tubylczej organizacji w Kanadzie, niegdyś – młody indiański student zafascynowany Cardinalem. Efektem jego działalności było na początku lat 70. podjęcie przez władze negocjacji z Pierwszymi Narodami i polityczne odrodzenie Indian Kanady – taki też tytuł The Rebirth of Canada's Indian miała jego druga książka, wydana w 1977. Cardinal był również jednym z autorów wspólnej odpowiedzi Stowarzyszenia Indian Alberty (IAA) i 42 tubylczych społeczności całego kraju na Białą Kartę – opublikowanego w 1970 r. dokumentu Citizen's Plus', znanego także jako The Red Paper (Czerwona Karta).
W 1977 został jednym z pierwszych Kanadyjczyków tubylczego pochodzenia, pełniących rządową funkcję – regionalnym dyrektorem ds. Indian w Albercie, a następnie konsultantem Pierwszych Narodów z północnej części tej prowincji. Jego kariera rządowa była dość krótka i kontrowersyjna. Później brał udział w tworzeniu ogólnokrajowej organizacji tubylczej National Indian Brotherhood (Krajowego Braterstwa Indian), poprzedniczki Assembly of First Nations (Zgromadzenia Pierwszych Narodów), jako wiceprzewodniczący AFN reprezentując na początku lat 80. kanadyjskie Pierwsze Narody na konferencjach opracowujących kształt nowej Konstytucji Kanady, w tym zapisy o prawach tubylczych. Od 1982 był też wodzem rodzinnej społeczności Kri – Sucker Creek Indian Band z Alberty. 
Wniósł znaczący wkład w działalność Royal Commission on Aboriginal Peoples (Królewskiej Komisji ds. Ludów Tubylczych). Od 1983 wielokrotnie występował też w imieniu Prairie Treaty Nations Alliance (Preryjnego Sojuszu Narodów Traktatowych), reprezentującego Pierwsze Narody z prowincji Alberta, Saskatchewan i Manitoba, w negocjacjach dotyczących tubylczych praw ziemskich i traktatowych (był m.in. wiceprzewodniczącym Sojuszu). Zabiegał wówczas o uznanie ich suwerenności i o potwierdzenie obowiązywania historycznych traktatów zawartych z brytyjską Koroną i rządem Kanady. Niepowodzenie rozmów w sprawie renegocjacji historycznego "Traktatu nr 8" w 1984 (mimo początkowych sukcesów) skłoniło go do osobistej refleksji, dalszego poszukiwania wiedzy u tradycyjnej starszyzny tubylczej i rozpoczęcia formalnych studiów.
W połowie lat 80., już jako czterdziestolatek i znany działacz tubylczy, rozpoczął studia prawnicze. Był wykładowcą na Saskatchewan University, gdzie sam wcześniej studiował prawo, a następnie na University of Alberta. Ukończył też wydział prawa na Harvard University, a na dzień przed śmiercią otrzymał tytuł doktora prawa University of British Columbia (specjalizował się m.in. w relacjach między prawem ludu Kri i prawem państwowym Kanady). 4 listopada 2004, tuż przed ukończeniem 60 lat, został przyjęty do korporacji prawników Alberty. Zmarł kilka miesięcy później na raka płuc.
Uznawał niezmiennie, że podstawą w relacjach ludów tubylczych z władzami Kanady powinny być duch i litera dawnych traktatów, potwierdzających jego zdaniem suwerenność obu stron. Zdaniem wielu tubylczych działaczy z Kanady opisana przez niego "skórzana kurtyna" – choć osłabiona zębem czasu i staraniami kanadyjskich Pierwszych Narodów – wciąż istnieje. W 2000 r. ubiegał się bez powodzenia o mandat w Izbie Gmin z ramienia Partii Liberalnej, przestrzegając przed odzyskującą popularność sympatią społeczną dla polityki asymilacji. "Sprawił, że władze przyznały się do rasizmu i dyskryminacji, ale nadal doświadczamy tego na co dzień" – powiedziała po jego śmierci Beverley Jones, przewodnicząca Stowarzyszenia Tubylczych Kobiet Kanady.
Wszystkie sześcioro dzieci Cardinala, który nie ustawał w podkreślaniu roli edukacji dla przyszłości kanadyjskich Indian, ukończyło studia, a jego żona doktoryzowała się w dziedzinie oświaty. 
W swoim bogatym życiu osiągnął "potrójną koronę" – doktora, adwokata i wodza Indian. Był laureatem licznych nagród i wyróżnień, w tym honorowego doktoratu w dziedzinie prawa University of Alberta (1999) i National Aboriginal Achievement Award (NAAA - Krajowej Nagrody za Osiągnięcia Tubylcze) za całokształt swojej działalności (2001).